# Yamaluba
Yamaluba, pleme i jezik istomenog plemena koji je nekad živjeli u južnom Peruu. Jezično su vjerojatno pripadali porodici Tacanan unutar koje su činili posebnu jezičnu skupinu. 

## Vanjske poveznice
- Pano-Takana  Arhivirana inačica izvorne stranice od 28. studenoga 2008. (Wayback Machine)